# Krystyna Kwiatkowska
Krystyna Kwiatkowska (ur. 27 września 1953 w Radomsku, zm. 13 października 2005 w Łodzi)  – polska pisarka fantasy historycznej inspirowanej celtyckimi legendami, poetka i malarka.
Ukończyła polonistykę na Uniwersytecie Łódzkim. W latach siedemdziesiątych i osiemdziesiątych działała w opozycji demokratycznej.
Jako poetka debiutowała w 1978 w miesięczniku „Więź”. W 1980 została laureatką I nagrody na XIII Ogólnopolskim Festiwalu Poezji w Łodzi za debiutancki tom „Antygony rosną w innym klimacie”, wyrastający z oryginalnie przetworzonych doświadczeń poezji Nowej Fali. W 1994 wydała zbiór wierszy Wolę tych, co błądzili.
W 1998 opublikowała powieść Prawdziwa historia Morgan le Fay i Rycerzy Okrągłego Stołu, otrzymała za nią Srebrny Glob, została także nominowana do Nagrody im. Janusza A. Zajdla. W tymże roku otrzymała wyróżnienie specjalne Śląskiego Klubu Fantastyki – Śląkfę. Inne jej dzieła to zbiór opowiadań fantasy inspirowanych legendą o Robin Hoodzie Prosto z Sherwood. Wydała również zbiór hinduskich anegdot Jak rozmawiać z idiotą oraz wybór cytatów politycznych Polska jabłoń demokracji.
Oprócz poezji i fantastyki, uprawiała krytykę literacką, pisała scenariusze m.in. wraz z Jackiem Kowalczykiem scenariusz filmu Głód, wyróżnionego prestiżową nagrodą im. Andrzeja Munka i literaturę poradniczą („Młodość nie ma wieku”, 2002).
Pochowana na cmentarzu komunalnym Doły w Łodzi. Od 2011 odbywa się coroczny Ogólnopolski Konkurs na Opowiadanie Fantasy im. Krystyny Kwiatkowskiej.